# Đặng Hữu Phổ
Đặng Hữu Phổ (1854-1885), là liệt sĩ Việt Nam thời Nguyễn.

## Tiểu sử
Đặng Hữu Phổ sinh ngày 29 tháng 9 năm Giáp Dần, dưới triều Tự Đức (tức ngày 19 tháng 1 năm 1854) tại làng Bác Vọng (nay thuộc xã Quảng Phú, huyện Quảng Điền, tỉnh Thừa Thiên Huế).
Ông là con trai trưởng trong 4 người con  của Phò mã Đặng Huy Cát và Công chúa Nguyễn Phúc Tĩnh Hòa (tức nữ sĩ Huệ Phố).
Năm 24 tuổi, Đặng Hữu Phổ thi đỗ Cử nhân khoa Mậu Dần (1878), làm quan trải đến chức Thị độc Nội các.
Khi phái chủ chiến ở Huế tích cự chuẩn bị lực lượng và cơ sở vật chất đế quyết chiến với thực dân Pháp, cha con Đặng Hữu Phổ được đại thần Tôn Thất Thuyết giao cho nhiệm vụ chiêu mộ nghĩa sĩ ở ngoại thành Huế lập đội quân Đoàn kiệt, đồng thời đến Tân Sở (Cam Lộ, Quảng Trị) lập hậu cứ, để có chỗ kháng chiến lâu dài.
Đêm 4, sáng ngày 5 tháng 7 năm 1885, khi Tôn Thất Thuyết đang chỉ huy cuộc tập kích quân Pháp ở Huế, thì cha con ông cũng lãnh đạo đội Đoàn kiệt đánh vào huyện nha Quảng Điền (Huế). Cuộc đánh chiếm thất bại, hai cha con ông đều bị bắt .
Sau đó, triều đình Đồng Khánh và thực dân Pháp cố dụ hàng cha con ông để lung lạc sĩ phu và nhân dân, nhưng không được. Cuối cùng, họ đem cha con ông ra xử: Đặng Huy Cát bị án trảm giam hậu , còn Đặng Hữu Phổ bị án xử tử. Ngoài ra, họ còn sai người đến đốt nhà của cha con ông, khiến kho sách "Đặng gia tàng thư" bị cháy rụi.
Ngày 20 tháng 7 năm Ất Dậu (29 tháng 8 năm 1885)  Đặng Hữu Phổ bị thọ hình tại bến đò Quai Vạc (còn gọi là đò Ba Bến) ngay trên quê hương ông. Năm ấy ông vừa tròn 31 tuổi.</ref>.
Trước khi mất, ông có làm bài thơ: 
| Lâm hình thời tác Phiên âm: Trừ nghịch an dân tín thử thân Nhất sinh trung hiếu khuất nhi thân. Nhi kim chính khí hoàn thiên địa, Tinh phách thường tùy quân dữ thân. | Dịch nghĩa: Trừ giặc yên dân, tin vào thân này, Suốt đời trung hiếu, khi lui bước cũng như lúc tiến lên. Đến nay chính khí về với trời đất, Nhưng hồn phách vẫn luôn theo bên vua và cha. |

## Thông tin liên quan
- Sau khi bị hành hình, thi thể Đặng Hữu Phổ được dân làng an táng ở tại Cồn Căng (cạnh mộ mẹ ông), thuộc làng Bác Vọng (xã Quảng Phú, huyện Quảng Điền). Mộ ông hình tròn, cao khoảng 0,5m, hình thức kết cấu đơn giản, có vòng thành nhỏ bao bọc. Sau đó, cảm phục trước khí tiết của ông, dân làng còn lập miếu thờ ngay tại nơi ông mất (Bến đò Quai Vạc) gọi là "Thị độc miếu" (miếu của quan Thị độc) cách lăng mộ khoảng 1km về phía tây, và hằng năm đều có tổ chức lễ cúng tế. Khu mộ và miếu thờ Đặng Hữu Phổ đã được Bộ Văn hóa Thông tin xếp hạng "di tích cấp Quốc gia" theo Quyết định số: 52/2001/QĐ/BVHTT, ký ngày 28 tháng 12 năm 2001 [7].
- Ghi nhận công lao và khí tiết của ông, ở quận 2, Thành phố Hồ Chí Minh, hiện có con đường mang tên Đặng Hữu Phổ.
- Vợ ông là Tôn Nữ Thị Hiệp, người hoàng tộc.

## Sách tham khảo
- Hoàng Hữu Yên (chủ biên), Văn học thế kỷ XIX, mục từ: "Đặng Hữu Phổ". Nhà xuất bản Khoa học xã hội, 2004.
- Nguyễn Q. Thắng-Nguyễn Bá Thế, Từ điển nhân vật lịch sử Việt Nam, mục từ: "Đặng Hữu Phổ". Nhà xuất bản Khoa học xã hội, 1992.